# 鮫ヶ尾城
鮫ヶ尾城（さめがおじょう）は、新潟県妙高市にあった日本の城。城跡は2008年（平成20年）7月28日に国の史跡に指定された（鮫ヶ尾城跡）。

## 概要
築城年は分かっていないが、永正から天正年間に上杉氏（長尾氏）による北国街道の防御を兼ねた街道整備の一環として、春日山城直近の最前線要塞の意味合いで築城ないし大規模改修がなされたと伝わる。
2017年（平成29年）4月6日、「続日本100名城」（133番）に選定された。

## 御館の乱
謙信死後に勃発した御館の乱において、城主である堀江宗親は上杉景虎側につき、御館落城後に関東への唯一の逃げ道（景虎は北条氏康の子ないし北条氏縁者との説がある）となったこの城を経由して逃がすべく、景虎を城に引き入れる。しかし宗親は安田顕元の寝返り工作に応じ、二の丸に火を放って当人は退去した。その後、総攻撃を受けた鮫ヶ尾城は落城、景虎は妻子共々自刃して果てた。

## 遺跡
現在も米蔵跡からは、乱の時に焼けた米「焼き米」が出土する。
また、2008年度（平成20年度）の調査において、熱を帯びた陶磁器や雑穀が混じっていないおにぎりが出土している。一部の出土品は城跡下の管理センター、城跡近くに温泉施設「景虎の湯」に展示されている。

## 現地情報
- 複数の登城口がある。
- 斐太神社脇に「斐太歴史の里駐車場」（無料）があり、周辺の斐太遺跡などとあわせて整備されている。
- 妙高はねうまライン 北新井駅より歴史の里駐車場まで西へ約2.5 km
- バスの場合はくびき野バス 48 斐太線「斐太北小学校前」または「西乙吉入口」バス停が最寄りとなる。 ※平日のみ運行、本数僅か